# Ashford (Washington)
Ashford je obec v okrese Pierce v americkém státě Washington. V roce 2010 zde žilo 217 obyvatel. Nachází se pouze několik kilometrů západně od hlavního vchodu do národního parku Mount Rainier a obsahuje několik obchodů a možností k ubytování. Okolní hory a údolí řeky Nisqually jsou velice zalesněné.
Obec nese svůj název po W. A. Ashfordovi, který se zde usadil roku 1888. Její rozloha čítá 5,4 km², z čehož vše je souš. Z 217 obyvatel, kteří zde žili roku 2010, tvořili 90 % běloši, 6 % Asiaté a 1 % původní obyvatelé. 1 % obyvatelstva bylo Hispánského původu.